# Ян Ян (S)
Ян Ян (кит. упр. 杨阳, пиньинь Yáng Yáng, род. 14 сентября 1977, Чанчунь провинции Цзилинь) — китайская шорт-трекистка, неоднократный призёр Олимпийских игр, многократная чемпионка мира.
В связи с тем, что одновременно с ней в сборной КНР выступала и другая Ян Ян, чьи фамилия и имя писались латиницей и произносились точно так же (в китайской записи имена записывались разными иероглифами), но которая родилась годом раньше, возникла необходимость различать этих двух спортсменок в документах. Ян Ян стала использовать в качестве добавки к своему имени букву «S» (что может трактоваться как в качестве первого звука китайского слова «сяо», означающего «младшая», так и в качестве первой буквы слова «сентябрь» — месяца её рождения), и потому известна как «Ян Ян (S)».